# Lhaviyani
Faadhippolhu, mit der Thaana-Kurzbezeichnung ޅ (Lhaviyani), ist ein Verwaltungsatoll (Distrikt) im Osten der östlichen Atollkette der Malediven.
Es umfasst das Gebiet des gesamten Faadhippolhu-Atolls, mit 55 Inseln, wovon nur wenige dauerhaft bewohnt sind. 2014 lebten im Distrikt 7996 Einwohner.
Der Verwaltungshauptort Naifaru liegt auf dem nordwestlichen Riffkranz des Atolls.